# Балиаканди (подокруг)
Балиаканди (бенг. বালিয়াকান্দি, англ. Baliakandi) — подокруг в центральной части Бангладеш. Входит в состав округа Раджбари. Образован в 1881 году. Административный центр — город Балиаканди. Площадь подокруга — 242,53 км². По данным переписи 1991 года численность населения подокруга составляла 163 191 человек. Плотность населения равнялась 673 чел. на 1 км². Уровень грамотности населения составлял 26,4 %. Религиозный состав: мусульмане — 74,49 %, индуисты — 25,44 %, прочие — 0,07 %.